# أرشيبالد إم. هاو
أرشيبالد إم. هاو (بالإنجليزية: Archibald M. Howe) هو مؤرخ ومحامي أمريكي، ولد في 1848 في نورثهامبتون في الولايات المتحدة، وتوفي في 1916.